# Sciadotenia amazonica
Sciadotenia amazonica là một loài thực vật có hoa trong họ Biển bức cát. Loài này được Eichler miêu tả khoa học đầu tiên năm 1864.